# Quatuor à cordes no 6 de Dieren
Bernard van Dieren compose son Quatuor à cordes no 6 en 1927. Il est publié par Oxford University Press en 1928.
C'est une œuvre lyrique post-romantique, qui porte l'influence de la musique d'Arnold Schönberg.
Elle est dédiée à Philip Heseltine.
Son exécution dure entre vingt-cinq et vingt-huit minutes.

## Mouvements
1. Energico
2. Cantabile
3. Furioso

## Discographie
- Edinburgh String Quartet.
- Utrecht String Quartet, NM Classics, 2002.